# Nouveau théâtre de Łódź
Le Nouveau théâtre Kazimierz Dejmek de Łódź (en polonais : Teatr Nowy w Łodzi) est une salle de spectacle située à Łódź en Pologne. Le théâtre est inauguré le 12 novembre 1949 avec l'adaptation de la Brygada szlifierza Karhana de Vašek Káňa (pl), une œuvre de réalisme socialiste soviétique. Le noyau de la troupe à l'époque est composé de jeunes élèves de l'école de théâtre de Łódź Leon Schiller comme Kazimierz Dejmek, Dobrosław Mater, Tadeusz Mierzejewski, Janusz Warminski, Jerzy Merunowicz, Stanislaw Lapinski, Barbara Rachwalska, Bronislaw Bronowska Joseph Pilarski, Wojciech Pilarski, Tadeusz Minc, Joseph Łodyński, Janusz Kłosiński et Andrew Wydrzyński. Initialement le théâtre est installé au 34, rue Daszyńskiego, puis en 1951 déménage au numéro 93, rue Zachodnia (Petite salle). Il dispose également de Grande salle au numéro 15, rue Więckowskiego. Depuis 2016, il porte le nom de son premier directeur Kazimierz Dejmek (pl).

## Directeurs artistiques
- Kazimierz Dejmek (1949-1961)
- Wojciech Pilarski (1962–1964)
- Janusz Kłosiński (1964–1970)
- Jerzy Zegalski (1970–1974)
- Kazimierz Dejmek (1974–1979)
- Wojciech Pilarski (1980–1986)
- Jerzy Hutek (1987–1990)
- Mirosława Marcheluk (1990–1993)
- Marek Niemierowski (1993)
- Jacek Chmielnik (1993–1997)
- Zdzisław Jaskuła (1997–1999)
- Mikołaj Grabowski (1999–2002)
- Kazimierz Dejmek (2002)
- Grzegorz Królikiewicz (2003–2005)
- Jerzy Zelnik (2005–2008)
- Zbigniew Brzoza (2008)
- Mirosława Marcheluk (2008–2010)
- Zdzisław Jaskuła (2010–2015)
- Andrzej Bart (depuis 2016)